# Paula Patton
Paula Maxine Patton (Los Angeles, 5 december 1975) is een Amerikaans actrice. Ze werd in 2012 genomineerd voor zowel een Saturn Award als een Teen Choice Award voor haar bijrol in Mission: Impossible – Ghost Protocol en in 2010 voor een Screen Actors Guild Award voor die in Precious: Based on the Novel Push by Sapphire, samen met de gehele cast van de film.
Patton debuteerde in 2005 als actrice. Ze verscheen dat jaar zowel in de televisiefilm Murder Book als in de bioscooptitels Hitch (als Mandy) en London (als Alex). Voor ze als actrice voet aan de grond kreeg, werkte ze mee aan het maken van documentaires voor het Amerikaanse televisienetwerk PBS, als producente voor het programma Medical Diaries van Discovery Channel en voor de talkshow van Howie Mandel.
Patton trouwde in 2005 met muzikant Robin Thicke, met wie ze toen twaalf jaar samen was. Zij is de vrouw die (discreet) naakt staat afgebeeld op de hoes van zijn eerste cd A Beautiful World. Patton beviel op 6 april 2010 van hun eerste kind, een zoon. In 2015 gingen Patton en Thicke uit elkaar.

## Filmografie
*Exclusief televisiefilms
- 4 kids and it - Alice (2020)

- Sacrifice - Daniella Hernandez (2019)
- Traffik - Brea (2018)
- Somewhere between - Laura (2017)
- The Do-Over - Heather Fishman (2016)
- Warcraft - Garona (2016)
- The Perfect Match - Sherry McIntyre (2016)
- About Last Night - Alison (2014)
- Baggage Claim - Montana Moore (2013)
- 2 Guns - Deb Rees (2013)
- Disconnect- Cindy Hull (2012)
- Mission: Impossible – Ghost Protocol - Jane Carter (2011)
- Jumping the Broom - Sabrina Watson (2011)
- Just Wright - Morgan Alexander (2010)
- Precious: Based on the Novel Push by Sapphire - Ms. Blu Rain (2009)
- Mirrors - Amy Carson (2008)
- Swing Vote - Kate Madison (2008)
- Deja Vu - Claire Kuchever (2006)
- Idlewild - Angel Davenport (2006)
- London - Alex (2005)
- Hitch - Mandy (2005)

## Televisieseries
*Exclusief eenmalige (gast)rollen
- Somewhere Between - Laura Price (2017, tien afleveringen)
- Single Ladies - Layla Twilight (2012, twee afleveringen)

- Bibsys: 7032112
- Biblioteca Nacional de España: XX4791014
- Bibliothèque nationale de France: cb15552038x (data)
- Gemeinsame Normdatei: 142408719
- International Standard Name Identifier: 0000 0000 8136 3583
- Library of Congress Control Number: no2007041708
- MusicBrainz: a0ee9c5f-acf3-4ea7-bfb0-c521d19481f3
- Nationale Bibliotheek van Tsjechië: xx0173785
- Nationale Bibliotheek van Israël: 987007446922205171
- Nederlandse Thesaurus van Auteursnamen: 407421920
- Système universitaire de documentation: 157059642
- Virtual International Authority File: 56925390
- WorldCat: E39PBJjddXv6XRjP6yyBmcgxjC